# Óscar de Marcos Arana
Óscar de Marcos Arana (Laguardia, 14 d'abril de 1989) és un exfutbolista professional alabès que jugava com a defensa. Va passar la majoria de la seva carrera a l'Athletic Club.

## Trajectòria
Format a les categories inferiors del Deportivo Alavés, va debutar amb el primer equip el 21 de desembre de 2008, sortint com a suplent contra el CD Tenerife a un partit de la Segona Divisió. Durant la temporada 2008-09 va jugar vint partits amb l'equip basc, marcant cinc gols.
El 10 de juliol de 2009 va fitxar per l'Athletic Club de Bilbao per 350.000 euros. El jugador alabès va signar per quatre temporades.

## Palmarès
Athletic Club
- 1 Copa del Rei: 2024[4]
- 2 Supercopes d'Espanya: 2015,[5] 2021